# パチ・プニャル
パチ・プニャル（Patxi Puñal）ことフランシスコ・プニャル・マルティネス（Francisco Puñal Martínez、1975年9月6日 - ）は、スペイン・パンプローナ出身の元サッカー選手。現役時代のポジションはMF。CAオサスナで513試合に出場し、チームの歴代最多出場記録を保持する。
1997年にCAオサスナにてプロデビューを果たすと、2014年に引退するまでラ・リーガで420試合に出場し、22ゴールを挙げた。

## 経歴
ナバラ州・パンプローナに生まれ、地元のCAオサスナの下部組織で育ち、1997年6月15日、セグンダ・ディビシオン（2部）のSDエイバル戦でトップチームデビューした。1999年から2001年まではマドリードにあるCDレガネスにレンタル移籍したが、復帰後はCAオサスナ一筋である。復帰してすぐにレギュラーとなり、2001年10月27日のRCDマジョルカ戦で初得点を決めた。2005-06シーズンは34試合に出場して4得点し、リーグで4位となってUEFAチャンピオンズリーグ予選出場権を獲得した。2006-07シーズンのUEFAカップ・オーデンセBK戦では4得点（このうち1点はオウンゴールである）を決めている。2006-07シーズンはリーグ戦でほぼ全試合に出場し、UEFAカップでも準決勝に進出したため、全大会を通じて50試合近くに出場した。30歳を過ぎてもレギュラーとして活躍し、引退したDFセサル・クルチャガの後を受け継いでクラブに不可欠なキャプテンとなった。
2014年5月17日、現役を引退することが発表された。